# Canton de Reillanne
Le canton de Reillanne est une circonscription électorale française située dans le département des Alpes-de-Haute-Provence et la région Provence-Alpes-Côte d'Azur.
À la suite du redécoupage cantonal de 2014, les limites territoriales du canton sont remaniées. Le nombre de communes du canton passe de 8 à 21.

## Histoire
Par décret du 24 février 2014, le nombre de cantons du département est divisé par deux, avec mise en application aux élections départementales de mars 2015. Le canton de Reillanne est conservé et s'agrandit. Il passe de 8 à 21 communes.

## Géographie
Ce canton est organisé autour de Reillanne dans l'arrondissement de Forcalquier. Son altitude varie de 364 m (Dauphin) à 1 632 m (L'Hospitalet) pour une altitude moyenne de m.
| Nom de la commune           | Alt. mini (m) | Alt. maxi (m) |
| --------------------------- | ------------- | ------------- |
| Aubenas-les-Alpes           | 480           | 780           |
| Banon                       | 540           | 1 093         |
| Céreste-en-Luberon          | 370           | 971           |
| Dauphin                     | 364           | 656           |
| L'Hospitalet                | 779           | 1 632         |
| Mane                        | 386           | 868           |
| Montjustin                  | 386           | 721           |
| Montsalier                  | 570           | 963           |
| Oppedette                   | 397           | 746           |
| Redortiers                  | 810           | 1 430         |
| Reillanne                   | 387           | 805           |
| Revest-des-Brousses         | 515           | 868           |
| Revest-du-Bion              | 833           | 1 365         |
| La Rochegiron               | 760           | 1 533         |
| Sainte-Croix-à-Lauze        | 374           | 793           |
| Saint-Michel-l'Observatoire | 386           | 767           |
| Saumane                     | 746           | 980           |
| Simiane-la-Rotonde          | 456           | 1 113         |
| Vachères                    | 499           | 865           |
| Villemus                    | 424           | 779           |

## Représentation

### Conseillers généraux de 1833 à 2015
| Période      | Période      | Identité                                              | Étiquette                | Qualité                                                                                             |
| ------------ | ------------ | ----------------------------------------------------- | ------------------------ | --------------------------------------------------------------------------------------------------- |
| 1833         | 1848         | Pierre Louis Arnaud (1801-1858)                       |                          | Avocat, notaire et juge de paix à Reillanne                                                         |
| 1848         | 1852         | André Frédéric Jacquet                                |                          | Propriétaire à Reillanne                                                                            |
| 1852         | 1858 (décès) | Pierre Louis Arnaud                                   |                          | Juge de paix à Reillanne                                                                            |
| 1858         | 1866 (décès) | Alfred de Salve-Villedieu                             | Conservateur légitimiste | Propriétaire, maire de Reillanne                                                                    |
| 1867         | 1872 (décès) | Vicomte Auguste Louis de Gardanne                     |                          | Maire de Lincel                                                                                     |
| 1872         | 1904         | Sébastien de Salve-Villedieu (fils d'Alfred de Salve) | Conservateur légitimiste | Propriétaire, rentier, maire de Reillanne                                                           |
| 1904         | 1910         | Léon-Dominique Audibert                               | Rad.                     | Propriétaire-viticulteur à Reillanne                                                                |
| 1910         | 1934         | Vicomte Jean de Salve Villedieu (fils de S. de Salve) | Royaliste puis URD       | Propriétaire du château de Pinet, agriculteur et apiculteur Maire de Reillanne (1912-1935)          |
| 1934         | 1940         | Albert Martel (1882-?)                                | RG                       | Docteur en médecine à Reillanne Nommé membre de la Commission administrative départementale en 1941 |
|              |              |                                                       |                          | |
| 1943         | 1945         | Aristide Quentin                                      | ?                        | Président de la délégation spéciale de Revest-du-Bion Nommé conseiller départemental en 1943        |
|              |              |                                                       |                          | |
| 1945         | 1949         | Louis Dauphin (1907-1987)                             | PCF                      | Cultivateur à Reillanne                                                                             |
| 1949         | 1968 (décès) | Edouard Bouffier (1897-1968)                          | SFIO                     | Maire de Céreste                                                                                    |
| 31 mars 1968 | 1992         | Adolphe André (1928-2004)                             | DVD puis UDF             | Médecin Maire de Céreste (1965-1995)                                                                |
| 1992         | 1996 (décès) | Georges Alliaud (1938-1996)                           | PCF                      | Maire de Reillanne (1977-1996)                                                                      |
| 1997         | 2011         | Raymond Bressand                                      | PCF                      | Entrepreneur Maire de Reillanne (1996-2009) Vice-président du Conseil général                       |
| 2011         | 2015         | Pierre Pourcin                                        | PS                       | Retraité Maire de Villemus                                                                          |

### Conseillers d'arrondissement (de 1833 à 1940)
| Période                                  | Période      | Identité                        | Étiquette    | Qualité |
| ---------------------------------------- | ------------ | ------------------------------- | ------------ | --- |
| 1833                                     | 1848         | André Dermitanis (1787-1861)    |              | Juge de paix à Reillanne                                                                                    |
|                                          |              |                                 |              | |
|                                          | 1893 (décès) | Pierre Paul Chassan (1810-1893) |              | Médecin cantonal, maire de Céreste, Président du Conseil d'arrondissement                                   |
|                                          |              |                                 |              | |
|                                          | 1913         | Amédée Eyriès                   | Radical      | Propriétaire et maréchal-ferrant à Céreste                                                                  |
| 1913                                     | 1931         | Ernest Aillaud (1874-1969)      | Conservateur | Agriculteur à Reillanne                                                                                     |
| 1931                                     | 1937         | Henri Roux                      | SFIO         | Notaire à Céreste                                                                                           |
| 1937                                     | 1940         | Luc Avit                        | FP           | Maire de Céreste                                                                                            |
| 1940                                     |              |                                 |              | Les conseils d'arrondissement ont été suspendus par la loi du 12 octobre 1940 et n'ont jamais été réactivés |
| Les données manquantes sont à compléter. |              |                                 |              | |

### Conseillers départementaux après 2015
| Période élective | Période élective | Mandat | Mandat   | Identité         | Nuance | Nuance | Qualité |
| ---------------- | ---------------- | ------ | -------- | ---------------- | ------ | ------ | --- |
| 2015             | 2021             | 2015   | 2021     | Brigitte Reynaud |        | PS     | Maire de Revest-des-Brousses Présidente de la communauté de communes du Pays de Banon 5ème Vice-présidente déléguée à la culture, l’insertion et le logement |
| 2015             | 2021             | 2015   | 2021     | Pierre Pourcin   |        | PS     | Maire de Villemus (1989-) 2ème Vice-président délégué à l’agriculture, la forêt et l’électrification rurale                                                  |
| 2021             | 2028             | 2021   | en cours | Michèle Moutte   |        | DVG    | Ancienne employée Maire de Banon |
| 2021             | 2028             | 2021   | en cours | Pierre Pourcin   |        | PS     | Conseiller sortant |

#### Élections de mars 2015
À l'issue du premier tour des élections départementales de 2015, trois binômes sont en ballottage : Michèle Bertin et Louis Bremond (Union de la Droite, 38,03 %), Pierre Pourcin et Brigitte Reynaud (PS, 35,67 %) et Alain Clapier et Claire Dufour (FG, 26,3 %). Le taux de participation est de 55,07 % (4 785 votants sur 8 689 inscrits) contre 55,34 % au niveau départemental et 50,17 % au niveau national.
Au second tour, Pierre Pourcin et Brigitte Reynaud (PS) sont élus avec 52,95 % des suffrages exprimés et un taux de participation de 55,6 % (2 285 voix pour 4 832 votants et 8 690 inscrits).
Brigitte Reynaud et Pierre Pourcin sont membres du groupe Majorité départementale.

#### Élections de juin 2021
Le premier tour des élections départementales de 2021 est marqué par un très faible taux de participation (33,26 % au niveau national). Dans le canton de Reillanne, ce taux de participation est de 45,51 % (4 007 votants sur 8 805 inscrits) contre 40,72 % au niveau départemental. À l'issue de ce premier tour, deux binômes sont en ballottage : Alain Clapier et Claire Dufour (PCF, 38,37 %) et Michèle Moutte et Pierre Pourcin (DVG, 32,99 %).
Le second tour des élections est marqué une nouvelle fois par une abstention massive équivalente au premier tour. Les taux de participation sont de 34,3 % au niveau national, 42,59 % dans le département et 47,76 % dans le canton de Reillanne. Michèle Moutte et Pierre Pourcin (DVG) sont élus avec 52,14 % des suffrages exprimés (1 997 voix pour 4 204 votants et 8 802 inscrits),,.

## Composition

### Composition avant 2015
Le canton de Reillanne regroupait huit communes.
| Nom                   | Code Insee | Codepostal | Superficie (km2) | Population (dernière pop. légale) | Densité (hab./km2) |
| --------------------- | ---------- | ---------- | ---------------- | --------------------------------- | ------------------ |
| Reillanne (chef-lieu) | 04160      | 04110      | 38,55            | 1 552 (2012)                      | 40                 |
| Aubenas-les-Alpes     | 04012      | 04110      | 7,93             | 105 (2012)                        | 13                 |
| Céreste-en-Luberon    | 04045      | 04280      | 32,54            | 1 242 (2012)                      | 38                 |
| Montjustin            | 04129      | 04110      | 10,15            | 53 (2012)                         | 5,2                |
| Oppedette             | 04142      | 04110      | 8,49             | 61 (2012)                         | 7,2                |
| Sainte-Croix-à-Lauze  | 04175      | 04110      | 8,65             | 81 (2012)                         | 9,4                |
| Vachères              | 04227      | 04110      | 23,42            | 265 (2012)                        | 11                 |
| Villemus              | 04241      | 04110      | 9,59             | 175 (2012)                        | 18                 |

### Composition depuis 2015
Le nouveau canton de Reillanne regroupe vingt et une communes.
| Nom                               | Code Insee | Intercommunalité                  | Superficie (km2) | Population (dernière pop. légale) | Densité (hab./km2) | Modifier                                    |
| --------------------------------- | ---------- | --------------------------------- | ---------------- | --------------------------------- | ------------------ | ------------------------------------------- |
| Reillanne (bureau centralisateur) | 04160      | CC Haute-Provence - Pays de Banon | 38,55            | 1 730 (2022)                      | 45                 | modifier les données · modifier les données |
| Aubenas-les-Alpes                 | 04012      | CC Haute-Provence - Pays de Banon | 7,93             | 85 (2022)                         | 11                 | modifier les données · modifier les données |
| Banon                             | 04018      | CC Haute-Provence - Pays de Banon | 39,81            | 1 070 (2022)                      | 27                 | modifier les données · modifier les données |
| Céreste-en-Luberon                | 04045      | CC Pays d'Apt-Luberon             | 32,54            | 1 195 (2022)                      | 37                 | modifier les données · modifier les données |
| Dauphin                           | 04068      | CC Haute-Provence - Pays de Banon | 9,71             | 837 (2022)                        | 86                 | modifier les données · modifier les données |
| L'Hospitalet                      | 04095      | CC Haute-Provence - Pays de Banon | 19,35            | 96 (2022)                         | 5,0                | modifier les données · modifier les données |
| Mane                              | 04111      | CC Haute-Provence - Pays de Banon | 22,00            | 1 390 (2022)                      | 63                 | modifier les données · modifier les données |
| Montjustin                        | 04129      | CC Haute-Provence - Pays de Banon | 10,15            | 57 (2022)                         | 5,6                | modifier les données · modifier les données |
| Montsalier                        | 04132      | CC Haute-Provence - Pays de Banon | 23,81            | 167 (2022)                        | 7,0                | modifier les données · modifier les données |
| Oppedette                         | 04142      | CC Haute-Provence - Pays de Banon | 8,49             | 44 (2022)                         | 5,2                | modifier les données · modifier les données |
| Redortiers                        | 04159      | CC Haute-Provence - Pays de Banon | 45,77            | 89 (2022)                         | 1,9                | modifier les données · modifier les données |
| Revest-des-Brousses               | 04162      | CC Haute-Provence - Pays de Banon | 22,95            | 264 (2022)                        | 12                 | modifier les données · modifier les données |
| Revest-du-Bion                    | 04163      | CC Haute-Provence - Pays de Banon | 43,45            | 487 (2022)                        | 11                 | modifier les données · modifier les données |
| La Rochegiron                     | 04169      | CC Haute-Provence - Pays de Banon | 30,11            | 108 (2022)                        | 3,6                | modifier les données · modifier les données |
| Saint-Maime                       | 04188      | CC Haute-Provence - Pays de Banon | 7,51             | 904 (2022)                        | 120                | modifier les données · modifier les données |
| Saint-Michel-l'Observatoire       | 04192      | CC Haute-Provence - Pays de Banon | 27,78            | 1 278 (2022)                      | 46                 | modifier les données · modifier les données |
| Sainte-Croix-à-Lauze              | 04175      | CC Haute-Provence - Pays de Banon | 8,65             | 86 (2022)                         | 9,9                | modifier les données · modifier les données |
| Saumane                           | 04201      | CC Haute-Provence - Pays de Banon | 3,21             | 125 (2022)                        | 39                 | modifier les données · modifier les données |
| Simiane-la-Rotonde                | 04208      | CC Haute-Provence - Pays de Banon | 67,86            | 608 (2022)                        | 9,0                | modifier les données · modifier les données |
| Vachères                          | 04227      | CC Haute-Provence - Pays de Banon | 23,42            | 318 (2022)                        | 14                 | modifier les données · modifier les données |
| Villemus                          | 04241      | CC Haute-Provence - Pays de Banon | 9,59             | 193 (2022)                        | 20                 | modifier les données · modifier les données |
| Canton de Reillanne               | 0411       |                                   | 502,64           | 11 131 (2022)                     | 22                 | modifier les données                        |

## Démographie

### Démographie avant 2015
| 1962  | 1968  | 1975  | 1982  | 1990  | 1999  | 2006  | 2011  | 2012  |
| ----- | ----- | ----- | ----- | ----- | ----- | ----- | ----- | ----- |
| 1 691 | 1 729 | 1 891 | 2 241 | 2 662 | 2 976 | 3 380 | 3 551 | 3 534 |

### Démographie depuis 2015
En 2022, le canton comptait 11 131 habitants, en évolution de +3,13 % par rapport à 2016 (Alpes-de-Haute-Provence : +2,84 %, France hors Mayotte : +2,11 %).
| 2013   | 2018   | 2022   |
| ------ | ------ | ------ |
| 10 686 | 10 901 | 11 131 |